# Penza
Penza (ros. Пeнза) – miasto obwodowe w Rosji, nad Surą (dopływ Wołgi). Ma około 520 tys. mieszkańców (2020), zajmuje powierzchnię 290 km². Jest stolicą obwodu penzeńskiego.
W mieście rozwinął się przemysł maszynowy, drzewny, papierniczy, spożywczy oraz rowerowy.

## Historia
Miejscowość powstała w 1663 r. jako fort na południowej granicy imperium rosyjskiego, a prawa miejskie uzyskała w 1719 r. W XVIII wieku była ważnym centrum handlowym. W 1774 miasto zostało zdobyte przez powstańców Jemieljana Pugaczowa, ponieważ mieszkańcy wpuścili zbuntowanych kozaków do miasta. Podczas wojny domowej Korpus Czechosłowacki wzniecił w Penzie antybolszewickie powstanie.
Obecnie Penza jest centrum edukacyjnym – znajduje się tu 6 uniwersytetów, 13 innych szkół wyższych i 77 szkół publicznych. W latach 1959–1964 produkowano w Penzie komputery Ural (w sumie 139 sztuk).
W 1883 w Penzie urodził się Jan Kołłątaj-Srzednicki, syn powstańca styczniowego, przyszły generał Wojska Polskiego. Prócz niego w mieście urodzili się lub dorastali: Wsiewołod Meyerhold, Andreï Makine, Jurij Krasin, w mieście urodził się rosyjski piosenkarz i raper Jegor KReeD.
Planetoida (3189) Penza odkryta w 1978 roku została nazwana na cześć miasta.

## Galeria

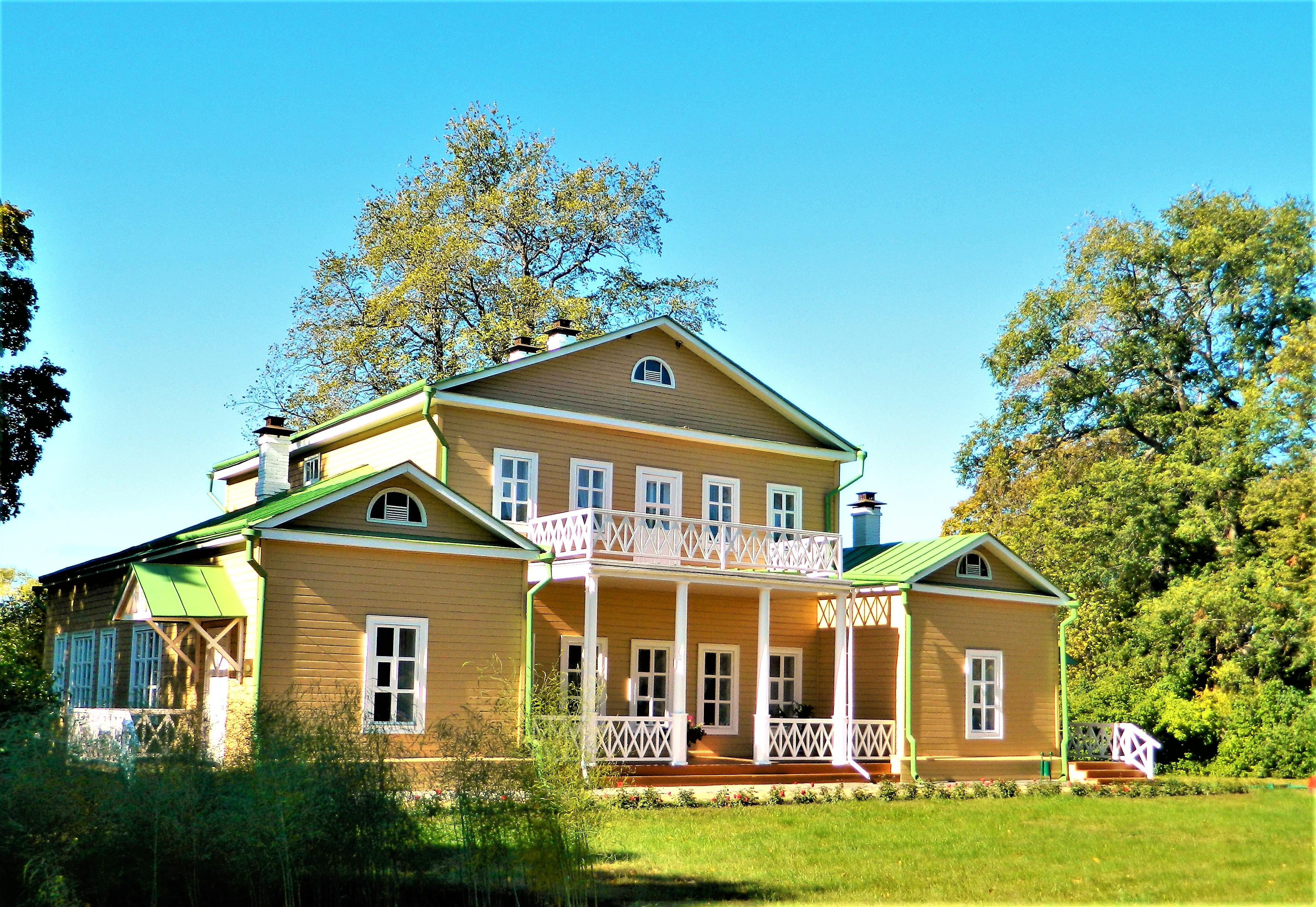
Zabytkowy dom
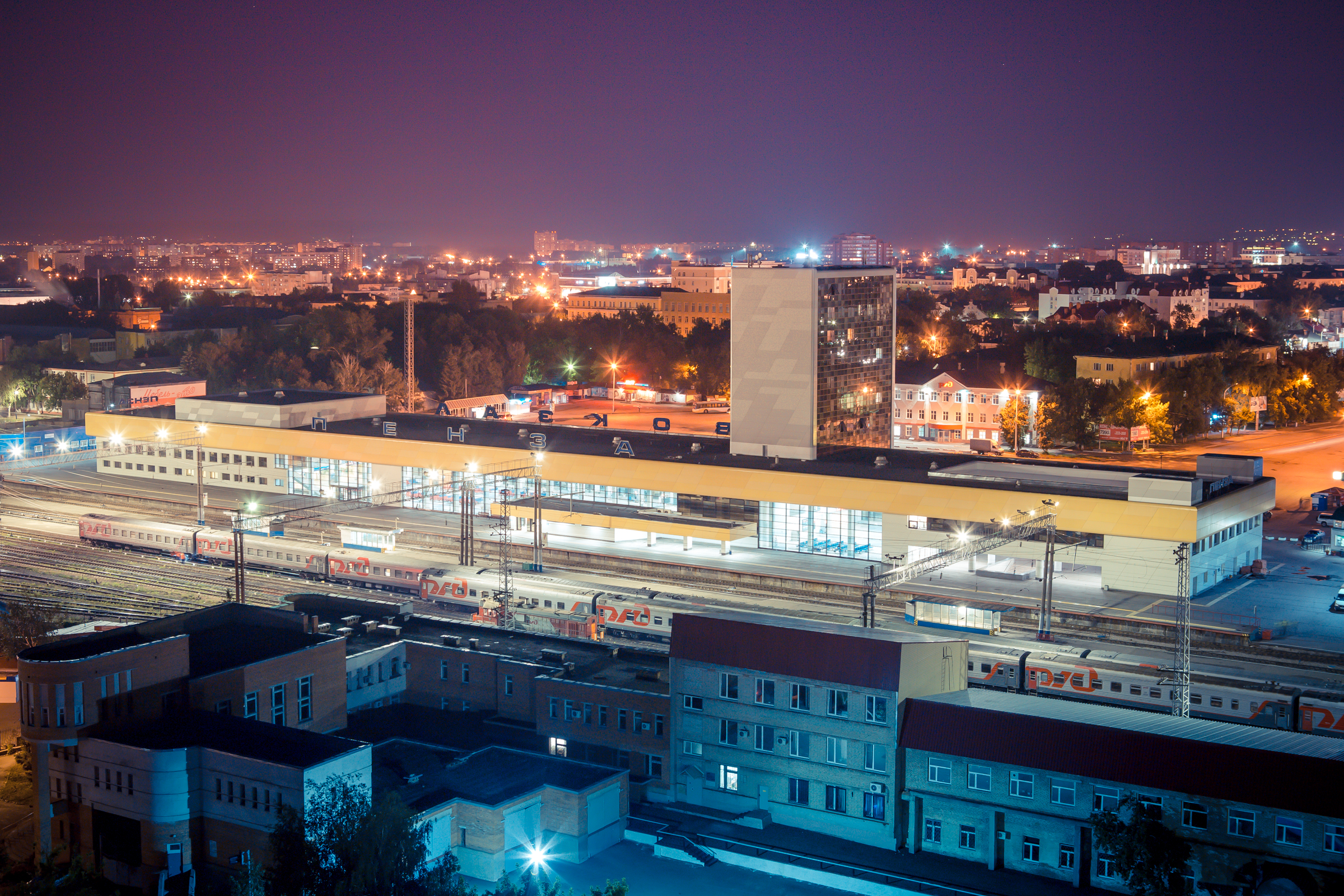
Stacja kolejowa
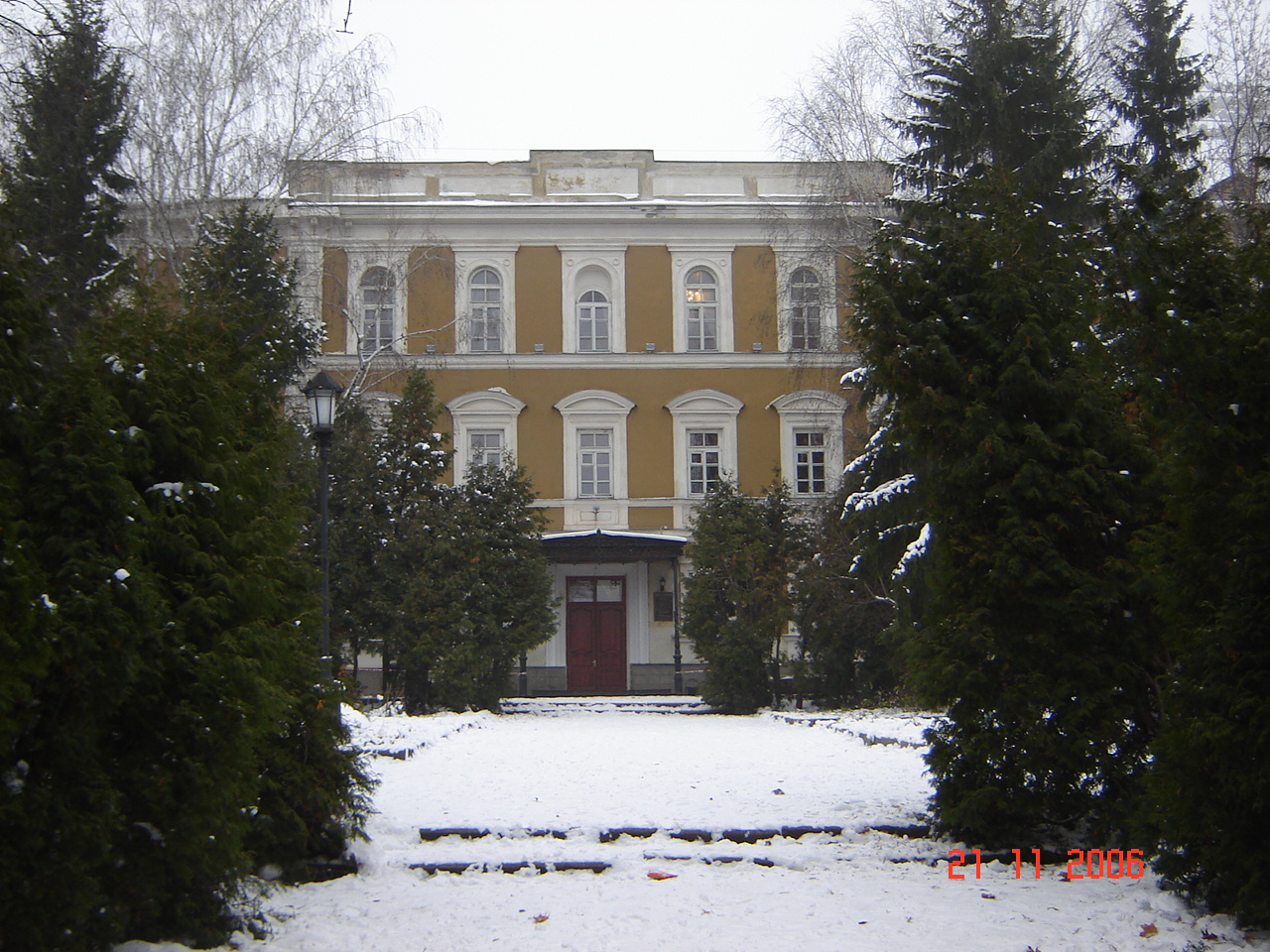
Gimnazjum
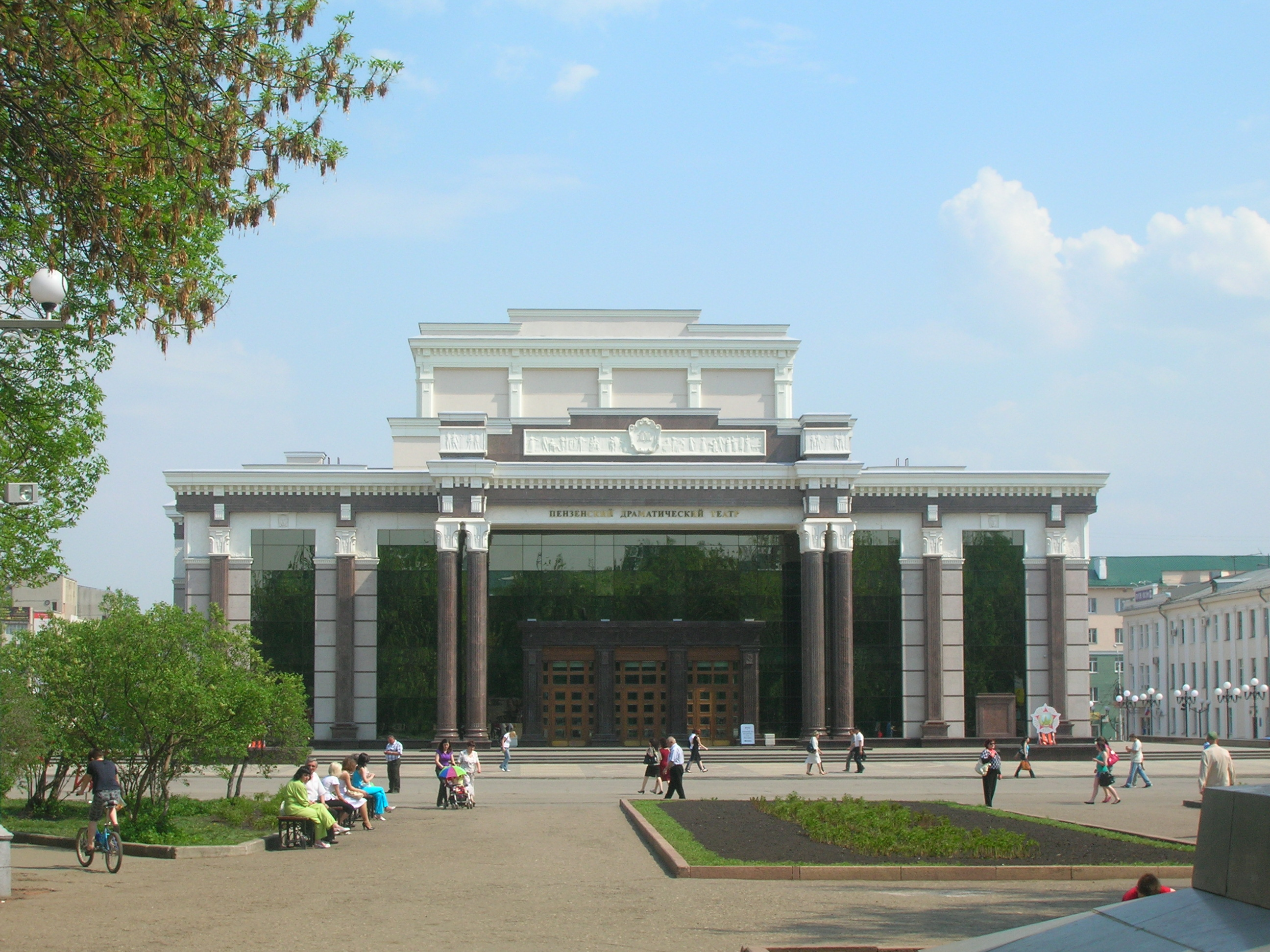
Teatr miejski
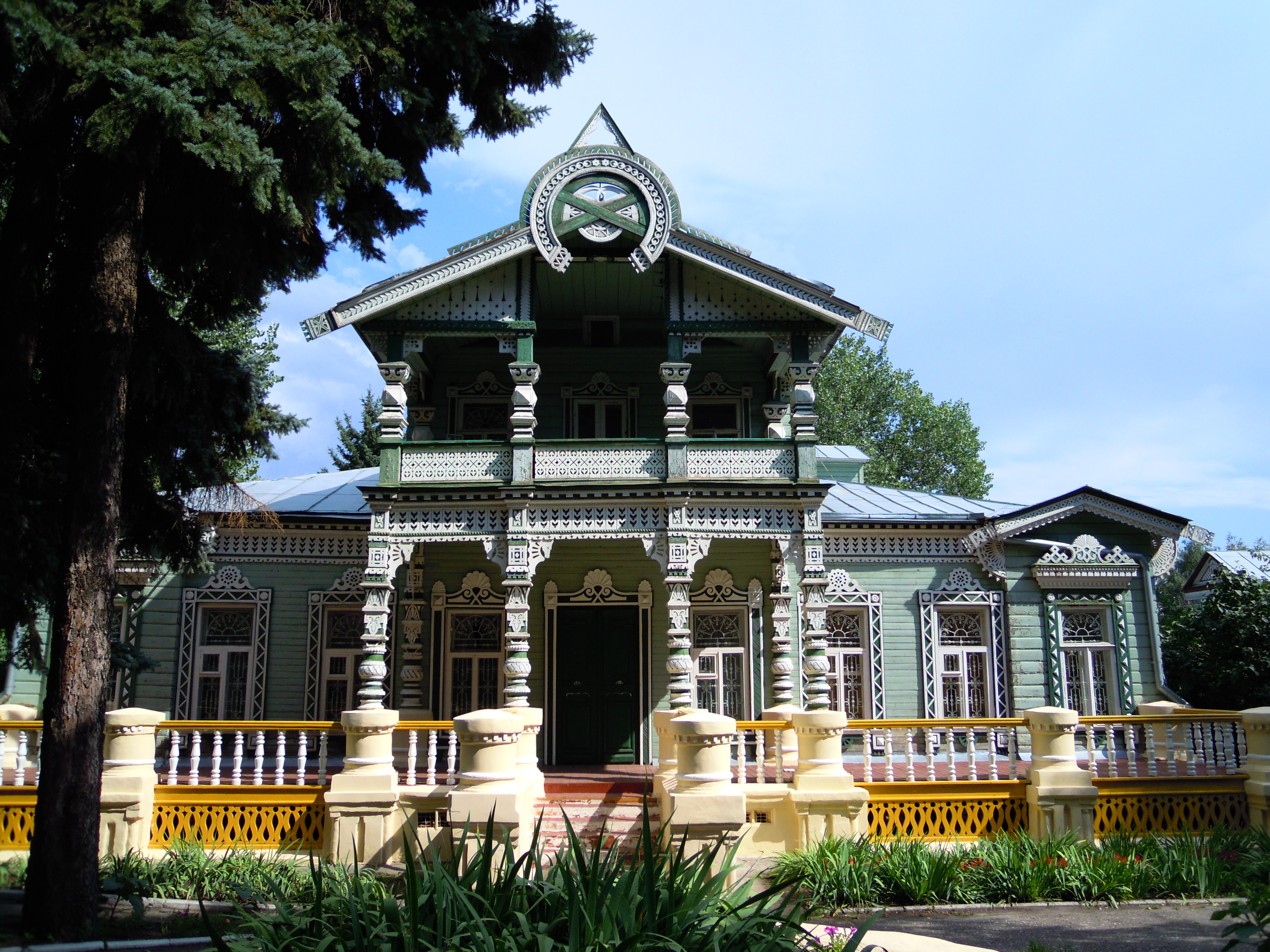
Muzeum ludowego budownictwa
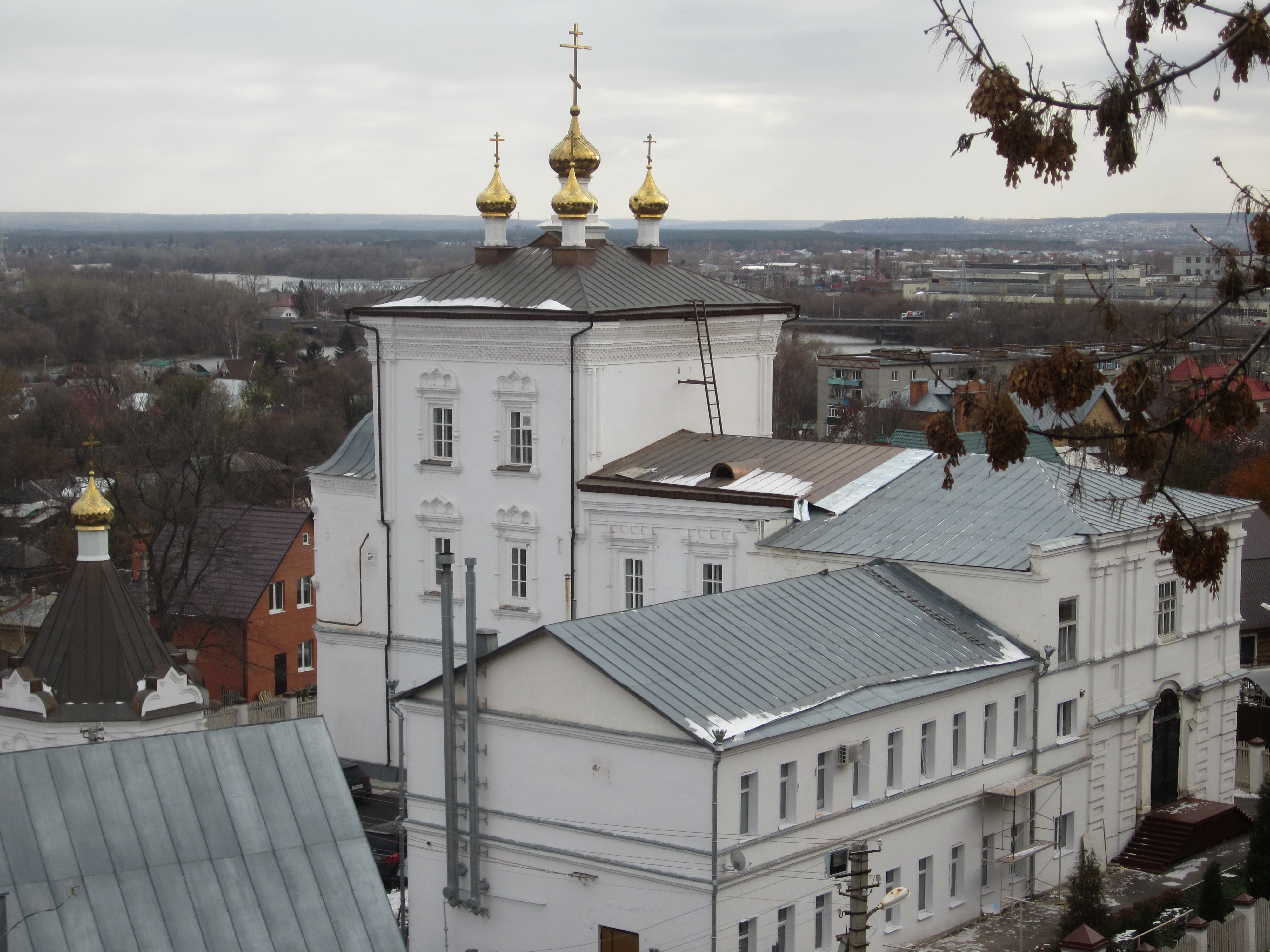
Sobór Przemienienia Pańskiego
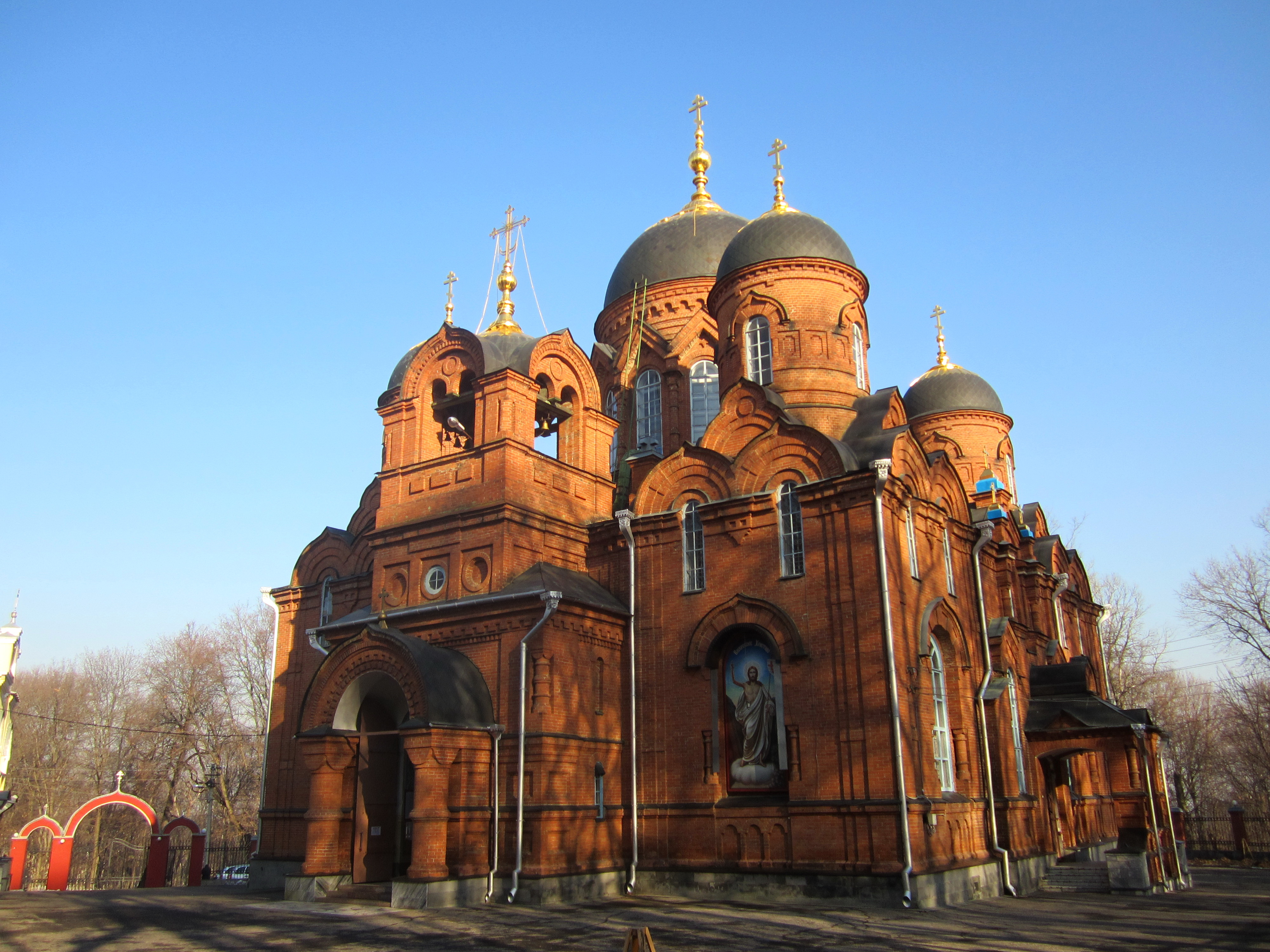
Sobór Katedralny Zaśnięcia Najświętszej Maryi Panny
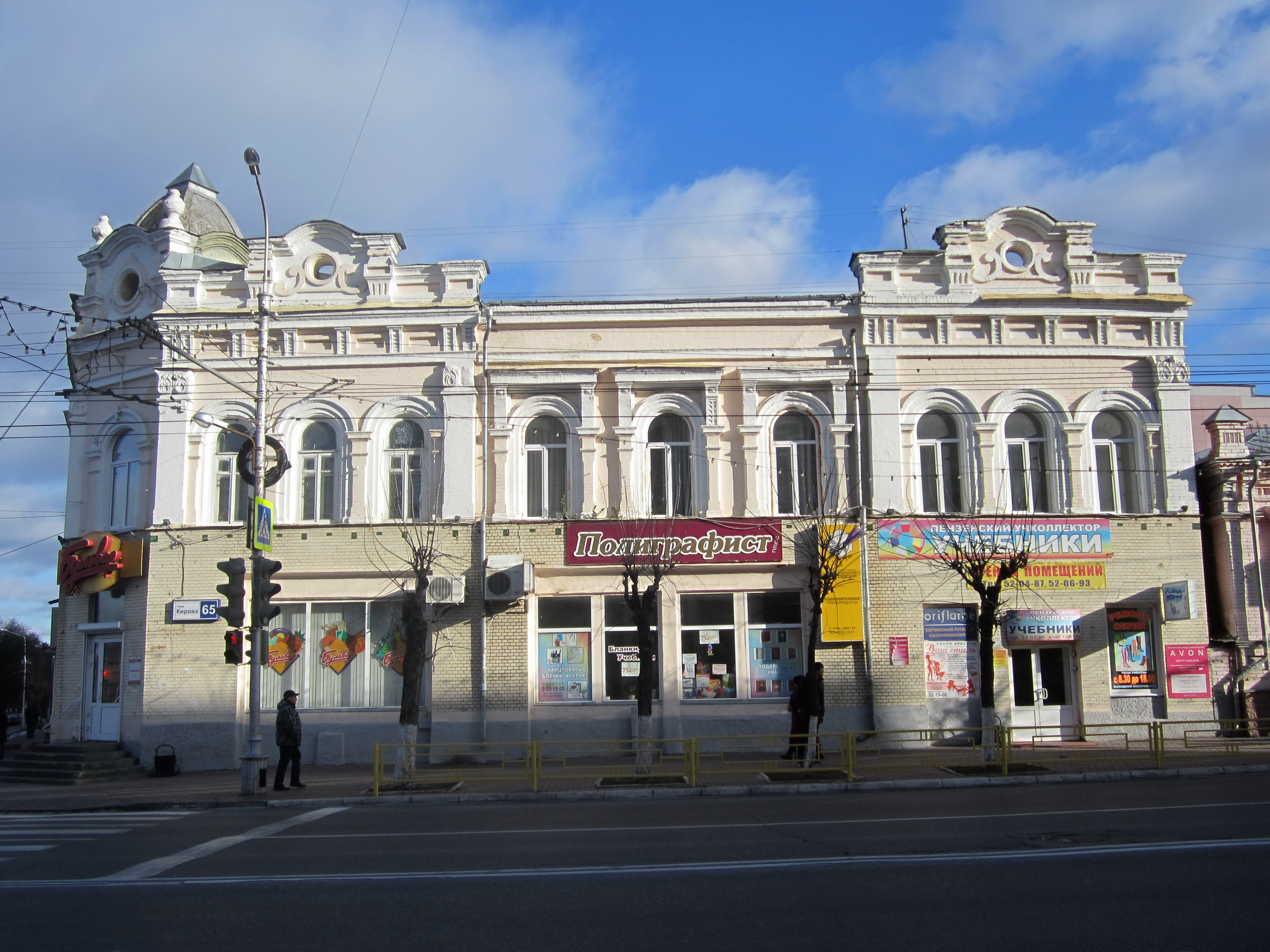
Zabytkowy dom
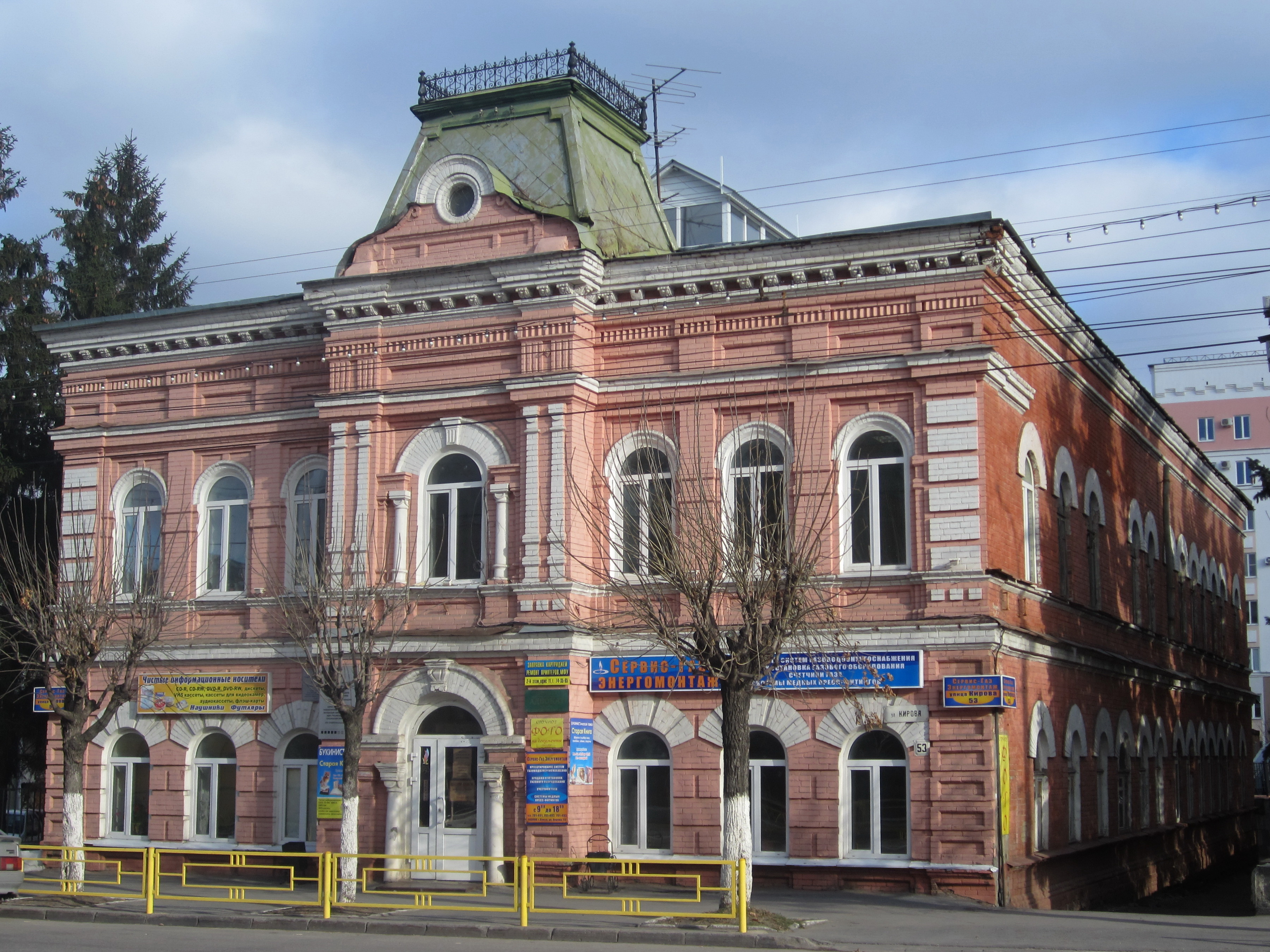
Zabytkowy dom (2)
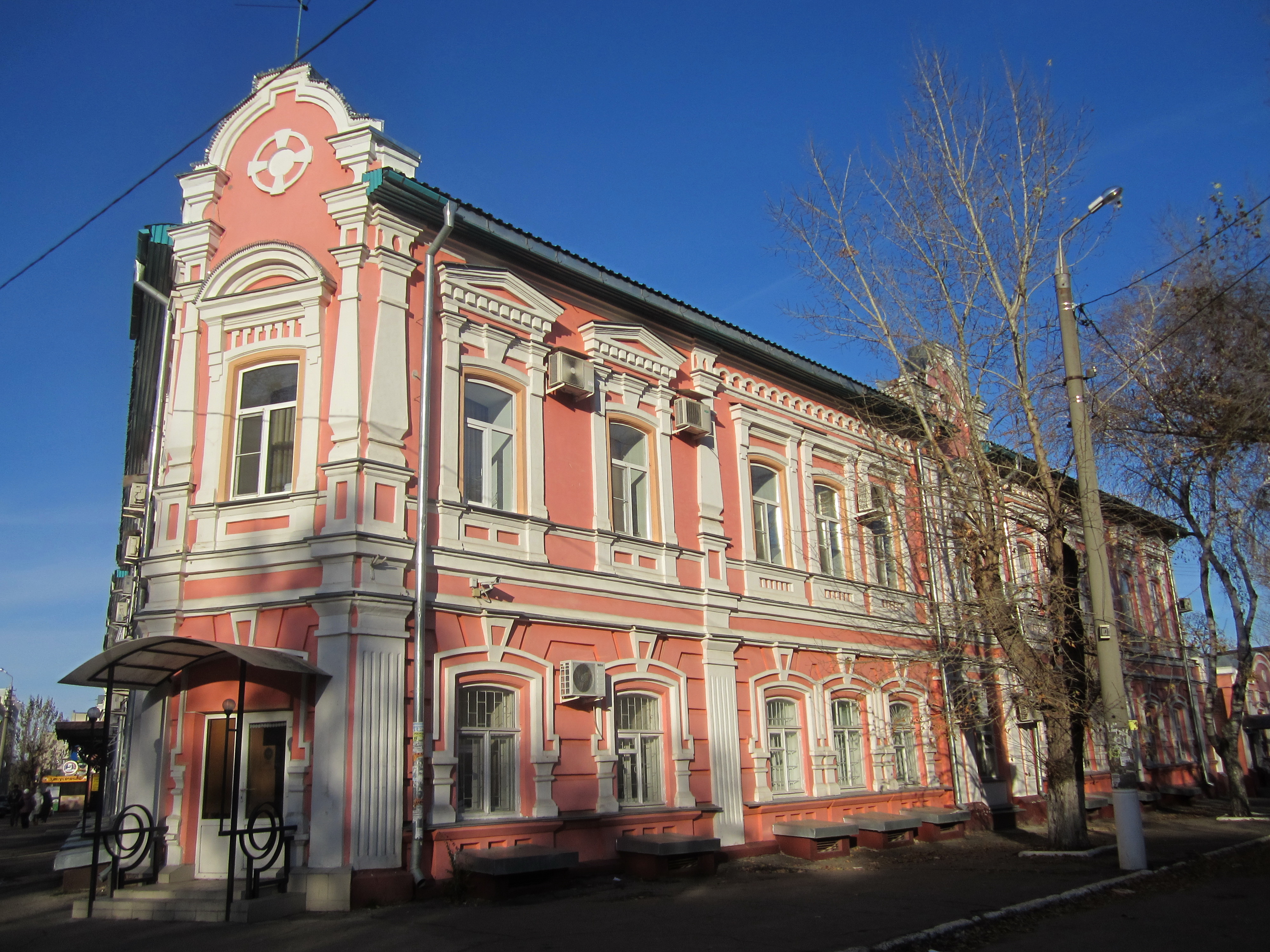
Zabytkowy dom (3)

## Sport
- Dizel Penza – klub hokejowy
- Zenit Penza – klub piłkarski